# Apotropina longula
Apotropina longula är en tvåvingeart som först beskrevs av Becker 1912.  Apotropina longula ingår i släktet Apotropina och familjen fritflugor. Inga underarter finns listade i Catalogue of Life.